# 映画の著作物
映画の著作物（えいがのちょさくぶつ）は、主に著作権保護に関する条約や法律における用語であり、著作権の保護対象となる著作物のうち、劇場映画作品その他動的な映像表現を伴う著作物を、他の一般著作物と区別して言い表すために使用される言葉である。映画の著作物は、その創作過程および流通過程に他の著作物にはない特徴をもつことから、その著作権の性質を規定する特別な条項が、条約および各国の法律にみられる。

## 日本の映画著作権
以下、日本の著作権法（昭和45年法律第48号）の条文を示すときは、条数のみ記載する。

### 対象

#### 一般原則
著作権法には、映画それ自体の定義は設けられていないが、頒布権に関する規定など一般の劇場用映画作品を念頭に置いた規定が置かれている。これに加え、テレビ番組全般、アニメ、ビデオグラム、CM用のフィルムなどもこれに該当するものの、映画の著作物には後述の映画類似の著作物も含まれるので、映画それ自体の定義をする意味に乏しい。
もっとも、動画であれば直ちに映画の著作物になるわけではない。一般の著作物と同様に著作物であるためには表現の創作性が要求されるので、監視のために固定されたビデオカメラなどによって撮影された動画は、創作性のある編集が施されているような事情でもない限り、映画の著作物に該当するか否か以前の問題として、そもそも著作物ではない。

#### 物への固定
映画の著作物として保護されるためには、物への固定が必要である。したがって、テレビの生放送は、放送と同時に録画されていなければ映画の著作物には該当しない。

#### 映画類似の著作物
著作権法上の映画の著作物は、「映画の効果に類似する視覚的又は視覚的効果を生じさせる方法で表現され、かつ、物に固定されている著作物」を含む（2条3項）。したがって、映画を収録したビデオテープやDVDも映画の著作物として保護される。
これに対し、ゲームソフト、特にロールプレイングゲームたるソフトは、プレイヤーの操作により表示画面の内容が異なることもあり、前述の固定の要件との関係でも映画類似の著作物であるか否かが問題となる。この点については下級審では判断が分かれていたが、最高裁判例では、映画の著作物であることが肯定され、この点については決着した
ただし、ゲームソフトであれば直ちに映画の著作物になるわけではない。「三國志III事件」の控訴審においては、画面の大半が静止画像であり、連続的な動きを持った影像はほとんど用いられていなかったことから、「映画の効果に類似する視覚的又は視聴覚的効果を生じさせる」ものとは認められず、映画類似の著作物であるとは認められないとした（東京高判平成11年3月18日判例時報1501号79頁）。

### 映画の著作物に特有の規定

#### 著作者
映画の著作物も著作物の一種である以上、「著作物を創作する者」が著作者である（2条1項2号）。しかし、多数の者がその製作に関与しているため、権利関係が錯綜するのを防止する趣旨も含め、法は、「制作、監督、演出、撮影、美術等を担当してその映画の著作物の全体的形成に創作的に寄与した者」に著作者が限定され（16条本文）、著作者人格権はそのような者にのみ帰属する。具体的には映画監督等が著作者になるが、形式的に監督となっているだけでは著作者とは言えず、創作面において実質的に製作過程を統括することが必要であり、「全体的形成に創作的に寄与」という要件が重要である。
ただし、映画が職務著作（15条1項）である場合は、映画製作者（2条1項10号）である法人などが著作者となり、監督などが著作者になるわけではない（16条但書）。
また、「その映画の著作物において翻案され、又は複製された小説、脚本、音楽その他の著作物」の著作者は、映画の著作物（二次的著作物）の原著作物、または映画の著作物において複製されている著作物の著作者であり、映画の著作物の著作者ではない。

#### 著作権の帰属
著作権は、創作と同時に著作者に原始的に帰属するのが原則であるが（17条1項）、映画の著作物では、「その著作者が映画製作者に対し当該映画の著作物に参加することを約束しているときは、当該映画製作者」に著作権が帰属する（29条1項）。
これは監督等の著作者が映画の製作に参加しているのだという意思を持って製作に携わる場合であり、大抵の場合にはこれに該当することになろう。映画製作者とは、「映画の著作物の製作に発意と責任を有する者」をいい（2条1項10号）、映画製作のために経済的リスクを負担する者を指す。このように、映画の著作物の著作権は、参加約束がある場合は、著作者ではなく原則として映画製作者（映画会社やプロダクション）に帰属し、財産権たる著作権と人格権たる著作者人格権が、原始的に別個の法人格に帰属する帰結になる。
映画の著作物に限ってこのような規定が設けられている理由としては、
- 映画の製作には多くの人が関わっており、その全員に著作権の行使を認めると、映画の著作物の円滑な利用が困難になるから
- 映画の製作には多大な費用がかかっているため、製作者に著作権を帰属させて権利を行使させ、費用の回収を容易にするべきであるから

などと説明される。
ただし、契約で著作権を譲渡することは可能なので（61条）、映画製作者と監督等との間で著作権の帰属に関する契約を締結し、監督に著作権が帰属するとすることを妨げるものではない。ただし、この契約により、当初から監督等に著作権が帰属することになるのか、映画製作者に帰属している著作権が監督等に移転することになるのかについては、見解が分かれ、映画製作者が二重に契約を締結したときに問題が顕在化する。
29条1項の規定により著作権が映画製作者に帰属した場合でも、著作者人格権は監督等の著作者に残ることになるが、このとき、映画の公表については同意したものとみなされる（18条2項3号）ため、公表権は働かない。

#### 頒布権
映画の著作物には、他の著作物と異なり、支分権として頒布権に関する規定が著作権法に設けられている。頒布権とは、有償無償を問わず映画の著作物の複製物を、公衆に譲渡又は貸与、あるいは公衆に提示することを目的として特定人に譲渡又は貸与する権利をいう（26条、2条1項19号）。
これは、映画産業の業界慣行として古くから映画館に映画会社が上映用フィルムの譲渡（配給）を行うという商慣習があり、仮に頒布権を認めなければプリントされたフィルムの転売や映画館同士での融通行為が行われてしまうおそれがあるため、上映用フィルム譲渡後においても映画会社がプリントフィルムの中古転売や賃貸等を規制できるようにすることができるよう認められた規定であった。また、映画の著作物は、他の著作物と比較して製作にかかる費用が巨額であり関わる人員も大勢いることから権利保護の要請も高かったことも別途規定が設けられた要因と考えられる。
条文上は、「著作者」が頒布権を有することになっているが、著作者（多くの場合、映画監督）が映画製作者に対し当該映画の製作に参加することを約束しているときは、著作権は映画製作者に帰属するので（29条1項）、著作者たるべき者のほかに映画製作者たるべき者がいる場合は、著作権の支分権たる頒布権を有するのは著作者ではなく、映画製作者となる。また、映画館などにおける上映それ自体は、上映権（22条）の問題であり、頒布権の問題ではない。
なお、映画以外の著作物には、頒布権の制度はないが、これに代わる支分権として譲渡権が認められている（26条の2）。ただし、後述する頒布権の消尽に関する判例の存在により、公衆に提示することを目的としない複製物については、頒布権と譲渡権の区別は曖昧になっている。

##### 頒布権の消尽
前述のように、頒布権は劇場用映画のフィルムの配給を想定したものである。しかし、映画の著作物には前述の映画類似の著作物も含まれるので、これらの著作物にも形式的には頒布権が認められることになる。そのため、ゲームソフト（コンピュータゲーム）の中古販売をめぐって、頒布権を侵害することになるのかが問題とされた。
中古ゲームソフト販売事件（テレビゲームソフトウェア流通協会）では、「固定の要件との関係で映画の著作物であるのか否か」「映画の著作物であるとして頒布権が消尽したのか」が争点となった。この点について、最高裁判所第一小法廷は、映画の著作物であることを前提に、「配給制度という取引実態のある映画の著作物やその複製物については，これらの著作物等を公衆に提示することを目的として譲渡・貸与する権利が消尽しないと解されていたが」、著作権法26条において、頒布権の消尽の有無は定められておらず、「専ら解釈に委ねられている」として、「公衆に提示することを目的としない家庭用テレビゲーム機に用いられる映画の著作物の複製物の譲渡については、（中略）当該著作物の複製物を公衆に譲渡する権利は、いったん適法に譲渡されたことにより、その目的を達成したものとして消尽し、もはや著作権の効力は、当該複製物を公衆に再譲渡する行為には及ばないものと解すべきである」と判断したことにより、「ゲームソフトの中古販売は合法」と裁判で確定判決が言い渡され、販売が認められることになった。

#### 保護期間

##### 原則
一般の著作物は、原則として著作者の死後70年を経過するまで著作権が存続する（51条2項参照）のに対し、映画の著作物の場合は、公表後70年（その著作物が創作後70年以内に公表されなかったときは、その創作後の70年）を経過するまで存続する（54条）。
映画においては、「その映画の著作物の全体的形成に創作的に寄与した者」が著作者であるとされる（16条本文）が、監督のほか多数の者が創作に関与することが多いため、過不足なく著作者を確定することが困難である。そのため、著作者の死亡時を基準（死亡時起算主義）とするのではなく、著作物の公表時（公表時起算主義）を基準としたのである。

##### 1953年問題
映画の著作物の保護期間について公表時起算主義を採用した結果、他の著作物と比較して実質的に保護期間が短くなる問題が生じた。そこで、平成15年法律第85号による改正（2004年1月1日施行）により、保護期間が50年から70年に延長された。これにより、1953年に公表された団体名義の独創性を有する映画の著作物について、その保護期間が2003年12月31日で終了するのか、それ以降も存続するのかという解釈問題が生じた（これについては、1953年問題を参照）。

##### 旧法時の映画の著作物
旧著作権法（明治32年法律第39号）では、独創性を有する映画の著作物の保護期間について、著作者の死後38年（ただし、団体名義のものについては発行又は興業から33年）を経過することによって著作権が消滅すると定めていた（旧法22条ノ3、52条）。現行著作権法は、旧法と比較して一般的に著作権の保護期間を長くしているものの、個人名義の映画の著作物の場合、保護期間の起算点が死亡時から公表時に変更されたため、著作者が公表後13年以上生存した場合（現行著作権法制定時の保護期間は、公表から70年ではなく50年であったため）、新法によるほうが保護期間が短くなる結果となる。このような事態を避けるため、現行著作権法の施行前に公表された著作物の著作権の存続期間は、旧著作権法による存続期間のほうが長い場合は、旧著作権法による存続期間による旨の規定が置かれている（著作権法附則7条）。
その結果、例えば、個人名義の独創性ある映画の著作物が1953年（ただし著作者の生前である場合）に公表され、著作者が1998年に死亡した場合を例にすると、旧法を適用して1998年の翌年から起算して38年（2036年12月31日）著作権が存続するとしたほうが保護期間が長くなる。その結果、現行著作権法54条による公表後70年という規定は適用されないことになる。
実際に旧著作権法下で発表された、黒澤明（1998年死去）やチャールズ・チャップリン（1977年死去）が1953年以前に発表した監督作品について著作権の存続期間を争った裁判では、黒澤作品については2036年まで、チャップリン作品については2015年までそれぞれ著作権保護期間が継続するという最高裁の判決が出ている（ただし『殺人狂時代』と『ライムライト』については、現行法の方が保護期間が長くなるため、判決でもそちらを採用している）。

### 著作隣接権との関係
映画の著作物については通常俳優・歌手など多数の実演家が出演・関与するが、各々の実演家が保有する録音・録画権（著作隣接権）についてもそのままでは多数の権利処理が必要となってしまい、特に映像の二次利用（ビデオソフト化、DVD化、テレビ放映など）の際に障害となってしまう。このため、一旦映画の著作物として録音・録画されたものを二次利用する場合には、各実演家の持つ録音・録画権は原則として適用されないこととすることで、権利処理を簡略化している（91条2項。ただしサウンドトラックの製作など一部例外がある）。なお映画の著作物に対する放送権（92条2項）、送信可能化権（92条の2・2項）、譲渡権（95条の2・2項）に対しても同様の処理が行われる。
これを日本では俗に「ワンチャンス主義」と呼んでいるが、これは日本独特の用語法である。
なお放送のために録画・録音された映像・音声については通常の「映画の著作物」とは扱いが異なり、事前に契約等で二次利用の同意を得ていない場合ワンチャンス主義は適用されず、放送以外での二次利用には実演家の録画・録音権が及ぶ（93条）。また再放送に関しては実演家には差止権はないが報酬請求権が認められている（94条2項）。
ただしこれに対しては、俳優・歌手など実演家側の業界団体である日本芸能実演家団体協議会（芸団協）などが以前より不満を表明しており、保護期間（現在は実演の翌年から起算して50年。101条2項）の延長、映像の二次利用に対する報酬請求権を認めるなどの法改正を要望している。

## アメリカの映画著作権

### 対象
アメリカ合衆国連邦著作権法は、102条(a)(6)で「映画およびその他の視聴覚著作物」を著作権の対象と定める。映画の定義に関しては、101条で「一連の映像からなる視聴覚著作物であって、連続して見せることにより動きを伝達するものをいい、音楽を伴うものがあれば、それを含む。」と定義されている。

### 集合著作物
連邦著作権法101条は集合著作物を「定期刊行物、選集または百科事典等の、それ自体が別個独立の著作物である多数の寄与物が一つの集合物を構成するものをいう。」と定義し、映画はその代表例である。
ただし、職務著作物に関するルールにより、当事者が署名した文書で職務著作物として扱うことを明示的に同意し、プロデューサーが著作者および原始的著作権者となっていることが多い。映画監督などのクリエイターには契約（団体協約等）に基づいて映画に関する一定の権利（クレジットの表記、続編の制作に関する優先権、二次利用に関する報酬など）が認められる。

## ヨーロッパの映画著作権

### EU
EUの貸与権及び貸出権並びに知的所有分野における著作権に関連する特定の権利に関する2006年12月12日の欧州議会及び
理事会指令（2006/115/EC）（以下、貸与権指令）第2条第1項(c)は「音を伴うか否かを問わず、映画の著作物もしくは視聴覚的著作物または動画をいう」と定義する。その上で第2条第2項前段は「映画の著作物または視聴覚的著作物の主たる監督は、その著作者または著作者の一人とみなす。」とする。
また貸与権指令第5条は、著作者等が映画の原本もしくは写しを映画製作者に譲渡したときに、その賃借権について公正な報酬を受ける権利を留保しなければならない（第5条第1項）と定め、著作者または実演家はこの権利を放棄できないとする（第5条第2項）。ただし、著作者または実演家はこの権利を集中管理団体（著作者または実演家を代理する徴収団体）に委任することができる。

### イギリス
英国著作権法は映画監督に著作者人格権を認めており、氏名表示権や同一性保持権に関する権利が含まれる。
英国著作権法第9条(2)(ab)は映画の著作者を製作者及び主たる監督としており、第10条(1A)により製作者と主たる監督が同一人である場合を除き共同著作物として扱われる。また、英国著作権法第77条(6)は、映画が公に上映され、若しくは公衆に伝達され、又は映画の複製物が公衆に配布される場合、映画監督が事前に映画の確認を行う権利を認めている。
ただし、映画の著作権者に関して英国著作権法第11条(2)は職務著作制度を定めているため、企業に所属する映画監督などは、個人として映画の著作権者の権利は認められていない。
EU貸与権指令（2006/115/EC）で映画の著作者及び貸与に対する報酬請求権が定められたため、イギリスでも著作権法を改正して第93条のBが定められた。
なお、EUでは2019年3月19日に、イギリスがEUから正式に離脱した日に施行される「知的財産（著作権及び関連する権利）（修正）（EU 離脱）規則 2019」が制定され、大半の著作物はEUもしくは英国によりEU離脱後も著作権及び関連する権利が維持されることになった。